# Aldershot FC
Aldershot FC was een Engelse voetbalclub uit de stad Aldershot die opgericht werd in 1926 en failliet ging in 1992. Aldershot trad tot de Football League toe in 1932 nadat Thames AFC zich terugtrok uit de competitie. Tot 1937 speelde de club onder de naam Aldershot Town.
In 1957/58 eindigde de club niet hoog genoeg in de Third Division South om zich te kwalificeren voor de eenvormige Third Division het volgende seizoen en belandde daarmee in de nieuwe Fourth Division (4de klasse). In 1987 promoveerde de club terug naar de 3de klasse maar moest na twee seizoenen weer een stap terug zetten. In 1990 bedroeg de schuldenlast £490,000 en stond Aldershot aan de rand van het faillissement maar werd toen gered door de 19-jarige Spencer Trethewy.
Op 25 maart 1992 ging de club uiteindelijk failliet. Vijf dagen eerder werd de laatste wedstrijd gespeeld: tegenstander was Cardiff City. De club werd na 36 speelronden uit de competitie genomen. Hierna werd door supporters Aldershot Town FC opgericht die in de lagere divisies begon, maar zich wist op te werken tot de League Two.

## Bekende (oud-)spelers
- Neil Warnock